# Patrick Iwosso
Patrick Iwosso (Brazzaville, 5 febbraio 1982) è un ex calciatore congolese (Repubblica del Congo), di ruolo difensore.

## Carriera

### Club
Inizia a giocare in patria nell'Inter Brazzaville. Nel 2003 si trasferisce ai sudafricani dell'AmaZulu, dove si divide tra massima serie e seconda divisione. Nel 2005 passa al Thouars Foot 79, club della quinta divisione francese. L'anno successivo si trasferisce allo Zorja, formazione militante nella massima serie ucraina. Dopo essere rimasto svincolato per due anni, dal 2008 al 2010, anno del suo ritiro, gioca nel Vénissieux, altro club della quinta divisione francese.

### Nazionale
Nel 2001 ha giocato 5 partite con la nazionale congolese, tutte valevoli per le qualificazioni ai Mondiali del 2002.

## Statistiche

### Cronologia presenze e reti in nazionale
| Cronologia completa delle presenze e delle reti in nazionale ― Rep. del Congo | Cronologia completa delle presenze e delle reti in nazionale ― Rep. del Congo | Cronologia completa delle presenze e delle reti in nazionale ― Rep. del Congo | Cronologia completa delle presenze e delle reti in nazionale ― Rep. del Congo | Cronologia completa delle presenze e delle reti in nazionale ― Rep. del Congo | Cronologia completa delle presenze e delle reti in nazionale ― Rep. del Congo | Cronologia completa delle presenze e delle reti in nazionale ― Rep. del Congo | Cronologia completa delle presenze e delle reti in nazionale ― Rep. del Congo |
| Data                                                                          | Città                                                                         | In casa                                                                       | Risultato                                                                     | Ospiti                                                                        | Competizione                                                                  | Reti                                                                          | Note                                                                          |
| ----------------------------------------------------------------------------- | ----------------------------------------------------------------------------- | ----------------------------------------------------------------------------- | ----------------------------------------------------------------------------- | ----------------------------------------------------------------------------- | ----------------------------------------------------------------------------- | ----------------------------------------------------------------------------- | ----------------------------------------------------------------------------- |
| 22-4-2001                                                                     | Abidjan                                                                       | Costa d'Avorio                                                                | 2 – 0                                                                         | Rep. del Congo                                                                | Qual. Mondiali 2002                                                           | -                                                                             |                                                                               |
| 28-4-2001                                                                     | Pointe-Noire                                                                  | Rep. del Congo                                                                | 2 – 0                                                                         | Madagascar                                                                    | Qual. Mondiali 2002                                                           | -                                                                             | 70’                                                                           |
| 1-7-2001                                                                      | Tunisi                                                                        | Tunisia                                                                       | 6 – 0                                                                         | Rep. del Congo                                                                | Qual. Mondiali 2002                                                           | -                                                                             | 78’                                                                           |
| 15-7-2001                                                                     | Pointe-Noire                                                                  | Rep. del Congo                                                                | 1 – 1                                                                         | Costa d'Avorio                                                                | Qual. Mondiali 2002                                                           | -                                                                             | 67’                                                                           |
| 29-7-2001                                                                     | Antananarivo                                                                  | Madagascar                                                                    | 1 – 0                                                                         | Rep. del Congo                                                                | Qual. Mondiali 2002                                                           | -                                                                             |                                                                               |
| Totale                                                                        |                                                                               | Presenze                                                                      | 5                                                                             |                                                                               | Reti                                                                          | 0                                                                             |                                                                               |